# James Mellon
James Ross „Jay“ Mellon II (* 25. Juni 1942 in New York City, USA) ist ein US-amerikanischer Buchautor und Großwildjäger. Im Zusammenhang mit Offshore-Leaks wurde er im April 2013 international einer breiten Öffentlichkeit als Steuervermeider bekannt.

## Leben
Nach dem Besuch des College in den USA, widmete sich John Mellon zwischen 1964 und 1976 fast ausschließlich der Grosswildjagd. Er lebte fünf Jahre in Nairobi (Kenia), verbrachte aber auch einige Zeit in Neu-Delhi (Indien). Von hier aus ging er auf Jagd in ganz Indien, Pakistan, Nepal, Indonesien, Thailand, Afghanistan, and Kambodscha. Einige dieser Reisen erfolgten im Auftrag und auf Kosten großer Museen. Bereits mit 30 Jahren erhielt Mellon für seine zahlreichen Jagderfolge als bisher jüngster Preisträger die „Roy E. Weatherby Big Game Trophy“. Eine exklusive Großwildjagdauszeichnung, die als „Oscar der Jägerwelt“ gilt.
James Mellons Name wurde einer breiten internationalen Öffentlichkeit erstmals im April 2013 bekannt, als dieser im Rahmen der durch das International Consortium of Investigative Journalists (ICIJ) publizierte Offshore-Leaks erwähnt und mit der Errichtung diskreter Unternehmen in Offshore-Finanzplätzen in Zusammenhang gebracht wurde. In einem Interview mit der Schweizer SonntagsZeitung im Mai 2013 erklärte James Mellon, dass er 1977 seine amerikanische Staatsbürgerschaft aus steuerlichen Gründen aufgegeben und stattdessen die der Britischen Jungferninseln angenommen habe. Er ließ sich dort auch für einige Zeit nieder, bis sich das örtliche Fiskalklima zu seiner Unzufriedenheit entwickelte.
Seitdem er sich dort wieder abgemeldet hat, führt er nach eigenen Angaben – nunmehr als Britischer Staatsbürger – einen Lebensstil, welcher im Englischen als „Perpetual traveler“ bezeichnet wird. Dementsprechend besitzt Mellon in keinem Staat einen Hauptwohnsitz, sondern pendelt zwischen verschiedenen Wohnsitzen in jeweils anderen Ländern hin und her. Durch dieses permanente Reisen hält er sich nirgends lange genug auf, um dort steuerpflichtig zu werden. Mellon verfügt über Wohnsitze u. a. in der Schweiz (Klosters, Kanton Graubünden) in Italien (Rom) und in den USA (Fifth Avenue, New York City).
Auf Grund seiner umfangreichen Reisen, so erklärte James Mellon in einem Interview mit ICIJ im April 2013, hatte es sich in der Vergangenheit als nützlich erwiesen, seine Finanzen mittels Offshore-Firmen durch Dritte verwalten zu lassen. Zudem hätten auch Steuervorteile und die Beschränkung von Haftungsrisiken eine Rolle gespielt. James Mellon betonte, dass er dabei dem Rat seiner Rechtsanwälte gefolgt sei und niemals die Steuergesetze der Staaten, in denen er sich aufgehalten hat, verletzt habe. Auch wenn er keine Angaben darüber machen wollte, wie er zum Zeitpunkt des Interviews mit ICIJ, sein Vermögen verwaltete, so bekundete er doch keinerlei Offshore-Unternehmen mehr zu besitzen.

## Familie
James Mellon ist der Sohn von Matthew Taylor Mellon (1897–1992) und Jane Bartrum. Verheiratet ist er mit Vivian Ruesch, Tochter des Schweizer Rennfahrers, Publizisten und Schriftstellers Hans Ruesch (1913–2007). Zusammen haben sie drei erwachsene Töchter: Diana, Angela und Sarah.
Als Mitglied der Familie Mellon, eine der reichsten Familien der USA, erbte James Mellon ein großes Vermögen. Er ist ein Ur-Ur-Enkel von Thomas Mellon, dem Gründer der „T. Mellon & Son's Bank“ (heute Teil der Bank of New York Mellon), und ein Großneffe von Andrew W. Mellon, Finanzminister der Vereinigten Staaten unter den Präsidenten Harding, Coolidge und Hoover vom 4. März 1921 bis zum 12. Februar 1932. Sein Großvater William Larimer Mellon (1868–1949) war der Gründer der Gulf Oil Company, welche 1985 von der Chevron Corporation übernommen wurde. James Mellons Neffe, Matthew Taylor Mellon II, war mit Tamara Mellon verheiratet, der Präsidentin und Mitgründerin der Schuhfirma Jimmy Choo.

## Schriften
- African Hunter. Harcourt Brace Jovanovich, New York 1975, ISBN 0-15-103954-2.
- The Face of Lincoln. Viking Press, New York 1979, ISBN 0-670-30433-6.
- (Hrsg.): Bullwhip days: the slaves remember, an oral history. Weidenfeld & Nicolson, 1988, ISBN 0-8021-3868-3.
- The great uprooting: ancestries of the Mellon, Rüesch, and Delafield families.: a series of genealogical Charts. 2008.
- The judge. A life of Thomas Mellon, founder of a fortune. Yale University Press, New Haven 2011, ISBN 978-0-300-16714-6.

### Übersetzung
- Per Federspiel: a fighter for Danish and European freedom. ISBN 87-02-04125-1 (aus dem Dänischen, Originaltitel „Federspiel. En dansk europæer“ von Ditlev Tamm)

## Auszeichnungen
- 2007: Carnegie-Medaille des Carnegie Hero Trust Fund[10]

## Ehrenämter
- President des „Scotch-Irish Trust of Ulster“[11]